# Metropolia adrianopolska
Metropolia adrianopolska – historyczna metropolia Patriarchatu Konstantynopolitańskiego, istniejąca w latach 325–1931. Tytuł biskupa adrianopolskiego noszą natomiast biskupi tytularni w Patriarchacie Konstantynopolitańskim oraz w Patriarchacie Bułgarii.

## Historia
Chrześcijańska metropolia adrianopolska powstała w 325. W VII w. Adrianopol był siedzibą metropolii, której podlegało siedem biskupstw. Do XII w. ich liczba wzrosła do trzynastu. Po zajęciu Adrianopola przez Turków kolejne biskupstwa były likwidowane; ostatnie, agatopolskie, przetrwało do 1760.
W związku z faktem, że w Edirne żyli zarówno prawosławni Grecy, jak i Bułgarzy, bułgarscy działacze narodowi i religijni domagali się wyłączenia metropolii adrianopolskiej z jurysdykcji Patriarchatu Konstantynopolitańskiego i włączenia jej do utworzonego w 1870 Egzarchatu Bułgarskiego. Sułtan nie wyraził jednak na to zgody. Bułgarzy mogli jedynie utrzymywać w Edirne biskupiego namiestnika. W 1913, po II wojnie bałkańskiej i po zawarciu traktatu pokojowego w Konstantynopolu ludność bułgarska musiała opuścić Edirne. W 1922 region ten opuściła również ludność grecka, podczas wymiany ludności między Grecją a Turcją ogłoszonej przez traktat w Lozannie.
Urzędujący w 1922 metropolita adrianopolski Polikarp przeniósł się na ziemie metropolii, które znalazły się w granicach Grecji, na zachód od Maricy. W 1922 Święty Synod Patriarchatu Konstantynopolitańskiego zmienił jego tytuł na metropolita Nowej Orestiady i Adrianopola. Dziewięć lat później metropolia została zlikwidowana.
Biskupstwo adrianopolskie jest biskupstwem tytularnym w Bułgarskim Kościele Prawosławnym. Tytuł biskupa adrianopolskiego nosi Eulogiusz, wikariusz metropolii sofijskiej i przełożony Monasteru Rilskiego. Od 2003 tytuł jest również nadawany w Patriarchacie Konstantynopolitańskim.

## Metropolici adrianopolscy od k. XVIII w.

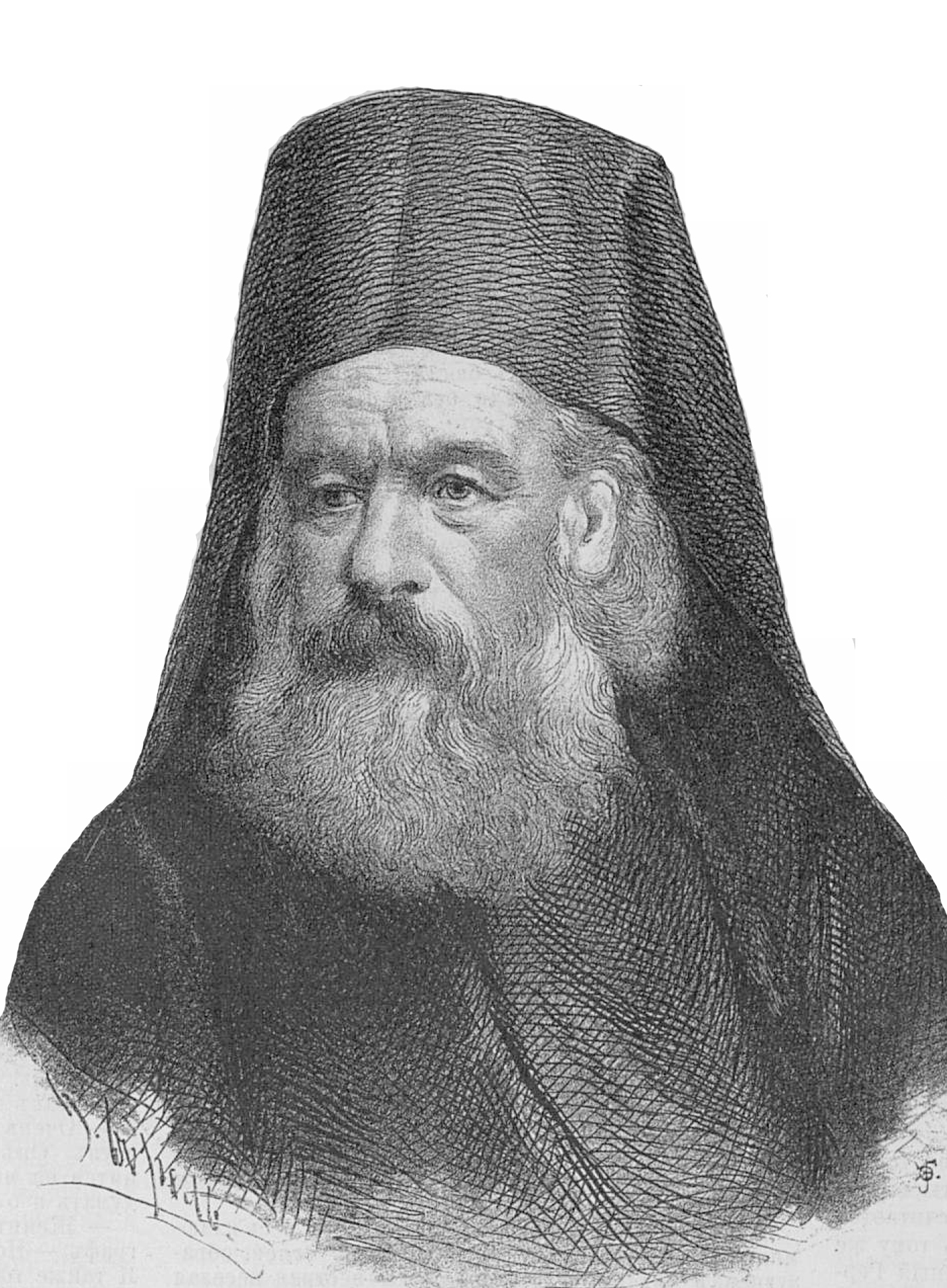
Dionizy, biskup adrianopolski w latach 1873–1880, później od 1887 do 1891 patriarcha konstantynopolitański.

## Metropolici adrianopolscy od k. XVIII w.[1]
- Dionizy, biskup adrianopolski w latach 1873–1880, później od 1887 do 1891 patriarcha konstantynopolitański.Gabriel, 1792–1810
- Cyryl, 1810–1813
- Doroteusz, 1813–1821
- Nikifor, 1821–1824
- Gerazym, 1824–1830
- Grzegorz, 1830–1840
- Gerazym, 1840–1853
- Cyryl, 1853–1873
- Dionizy, 1873–1880
- Neofit, 1880–1886
- Dionizy, ponownie, 1886–1887
- Mateusz, 1887–1890
- Cyryl, 1890–1908
- Kalinik, 1908–1910
- Polikarp, 1910–1931